# 関西ビューティプロ専門学校

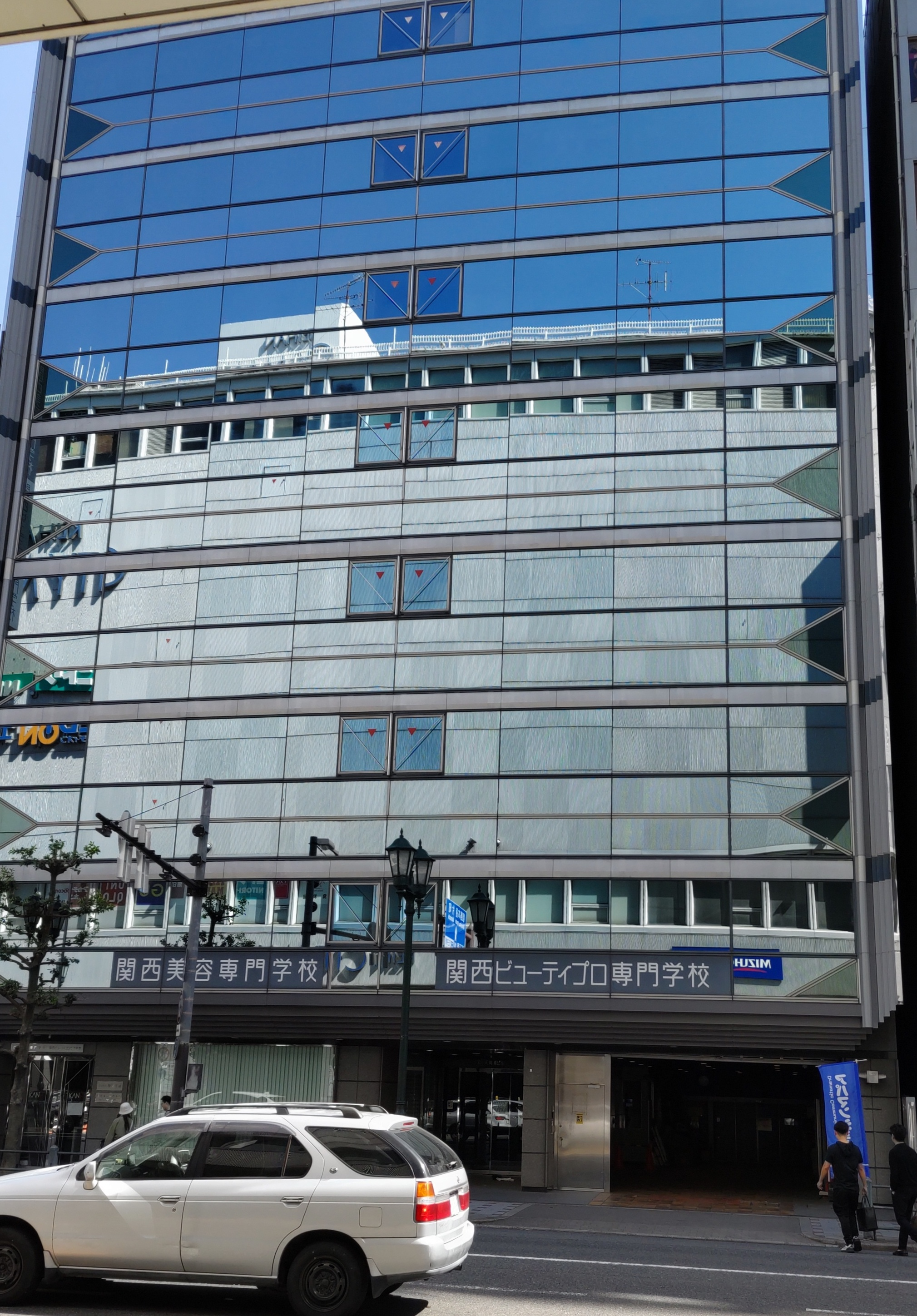
関西高等美容専門学校及び関西ビューティプロ専門学校

関西ビューティプロ専門学校（かんさいビューティプロせんもんがっこう）は、学校法人関美学園が運営する大阪市中央区にある専修学校。

## 沿革
- 1993年 関西ビューティプロフェッショナルスクールとして開校
- 2005年 現校名となる

## 学科
- エステティック学科
- ビューティアドバイザー学科
- トータルビューティ学科

## 所在地
- 〒540-0032 大阪市中央区天満橋京町2-17

最寄り駅は、京阪・Osaka Metro谷町線 天満橋駅